# Equazione di van 't Hoff (osmosi)
L'equazione di van 't Hoff (anche nota come relazione di van 't Hoff) misura quantitativamente la pressione osmotica, intesa come la pressione che si deve applicare per impedire la diluizione del soluto, apponendo una correzione alla formula utilizzata per soluzioni di non-elettroliti:
{\displaystyle \pi =i\,M\,R\,T}
dove:
π = pressione osmotica (atm)
- R è la costante universale dei gas perfetti (pari a 0,0821 l atm/mol K)
- T è la temperatura assoluta (in K)
- M è la concentrazione molare del soluto (in mol/l)
- i è un fattore adimensionale di correzione tenente conto del numero di particelle (molecole e ioni) in soluzione (derivanti dalla eventuale dissociazione del soluto) detto coefficiente di van 't Hoff; per elettroliti deboli deve esser calcolato tenendo conto del grado di dissociazione. Nel caso il soluto non si dissoci (soluzioni non-elettroliti) il coefficiente correttivo i non viene inserito nella formula.

## Esempio
Considerando ad esempio la decomposizione del cloruro di calcio:
{\displaystyle \mathrm {Ca} \,\mathrm {Cl} _{2}\rightleftharpoons \mathrm {Ca} ^{2+}+2\,\mathrm {Cl} ^{-}}
se la concentrazione a condizioni standard di CaCl2 è 0,8 M, la pressione osmotica sarà:
{\displaystyle \pi =i\cdot 800\,\mathrm {mol/m^{3}} \cdot 8.314\,\mathrm {J/mol\,K} \cdot 298\,K}
Poiché gli ioni dissociati per ciascuna molecola sono tre (due di cloro e uno di calcio), il fattore di correzione è 3; ne risulta:
{\displaystyle \pi =3\cdot 800\,\mathrm {mol/m^{3}} \cdot 8.314\,\mathrm {J/mol\,K} \cdot 298\,K=5.95\,\mathrm {MPa} }
La pressione osmotica in un liquido nel quale sono disciolte più sostanze è ancora fornita dall'equazione di van 't Hoff. In questo caso, la concentrazione c deve rappresentare la concentrazione totale di tutte le particelle che non possono attraversare la membrana. Questa concentrazione prende il nome di osmolarità della soluzione. Il suo valore è dato dalla somma di tutte le particelle che non attraversano la membrana.